# José Ramos Delgado
José Manuel Ramos Delgado (25. srpna 1935 – 3. prosince 2010) byl argentinský fotbalista a trenér. Hrál za argentinský národní fotbalový tým na dvou mistrovstvích světa a měl úspěšné angažmá v brazilském fotbale v týmu Santos. Stal se fotbalovým manažerem, pracoval v Argentině a Peru.

## Mládí
Ramos Delgado se narodil ve městě Quilmes v Argentině. Patřil ke kapverdské komunitě v Argentině, protože jeho otec pocházel z ostrovů a narodil se na São Vincente.

## Hráčská kariéra

### Klubová
Ramos Delgado začal svou hráčskou kariéru v roce 1956 v Lanúsu. Brzy si vysloužil přestup do River Plate, kde odehrál 172 zápasů v sedmi sezónách.
V roce 1966 se Ramos Delgado připojil k Banfieldu. Po krátkém působení v klubu se přestěhoval do Brazílie, kde hrál za Santos, kde hrál po boku Pelého, Coutinha a Josého Macii ve zlatých letech klubu. Za Santos hrál až do věku 38 let, celkem odehrál 324 zápasů a vstřelil jeden gól.
V posledním roce své hráčské kariéry hrál Delgado za Portuguesa Santista. Do hráčského důchodu odešel ve věku 39 let.

### Reprezentační
V letech 1958 až 1965 hrál Ramos Delgado 25krát za argentinský národní fotbalový tým. Byl zařazen do mužstva pro Mistrovství světa ve fotbale 1958 a 1962 a hrál v kvalifikaci na Mistrovství světa 1966.

## Trenérská kariéra
Po ukončení hráčské kariéry působil Ramos Delgado jako manažer Santosu, než se vrátil do Argentiny, kde pracoval jako manažer několika fotbalových klubů včetně Belgrano, Deportivo Maipú, Gimnasia y Esgrima La Plata, Estudiantes de La Plata, River Plate, Talleres de Córdoba, Platense, All Boys a svého domovského klubu Quilmes. Působil také jako manažer peruánského klubu Universitario.
Vrátil se do Santosu, aby pracoval jako trenér mládežnických týmů a pomáhal rozvíjet mladé hráče, jako jsou Robinho a Diego.

## Úmrtí
Ramos Delgado zemřel v nemocnici ve Villa Elisa 3. prosince 2010 na Alzheimerovu chorobu.